# Tipula (Lunatipula) oosterbroeki
Tipula (Lunatipula) oosterbroeki is een tweevleugelige uit de familie langpootmuggen (Tipulidae). De soort komt voor in Turkije.

## Beschrijving
Het mannelijk exemplaar heeft de volgende kenmerken:
- Lichaamslengte: 18–19 mm
- Antennelengte: 5,5–6 mm
- Vleugellengte: 19–20 mm
- Kleur van de kop: zwartbruim en grijsachtig bruin